# Francis Joseph Ryan
Francis Joseph Ryan, in der wissenschaftlichen Literatur Francis J. Ryan, (* 1916 in New York; † 14. Juli 1963 ebenda) war ein US-amerikanischer Genetiker und Zoologe.

## Leben und Werk
Francis J. Ryan wuchs in dem damals noch ländlich geprägten Long Island auf. Hier entdeckte er sein Interesse und seine Liebe für die Natur. Er studierte Zoologie am Columbia College. Er schloss dieses mit einer Arbeit im Bereich der Entwicklungsbiologie ab. 1941 promovierte er hier.
Er bekam ein Forschungsstipendium und eine Berufung für Vertebraten-Zoologie an der Fakultät für Biologie der Columbia University wegen der Verrentung des vorigen Stelleninhabers. Ab 1941 betrieb er postdoktorale Studien bei Douglas Whitaker an der Stanford University. Zu dieser Zeit kam er in Stanford bei George Wells Beadle und Edward Lawrie Tatum mit faszinierenden Studien zu biochemischen Mutationen bei Neurospora in Kontakt. Ryan wurde neben seiner embryologisch orientierten Arbeit in diese Studien miteinbezogen. Die erzeugten biochemischen Neurosporamutanten eröffneten innerhalb kürzester Zeit zahlreiche neue Forschungsfelder.
1942 kehrte Ryan mit dem neuen Forschungsthema der mikrobiellen Genetik an die Columbia University zurück. Seine anfänglichen Forschungsinteressen bei Neurospora galten u. a. Wachstumscharakteristiken von Mutanten oder elterlichen genetischen Lasten, die ihn zum Studium des Kernverhaltens von heterokaryotischen Neurospora-Systemen führten. Ryans Forschungsinteresse verlagerte sich zunehmend auf das Wesen der Mutation selbst. Er wechselte deshalb zu Bakterien als Forschungsobjekten. Ryans Forschungen zu Mutationen des Histidin-Locus und zur Evolution fitterer Bakterienstämme sind klassisch. Zusammen mit der Genetikerin Ruth Sager veröffentlichte er 1961 das Lehrbuch Cell Heredity. 
Im Bereich der Lehre blieb er hauptsächlich in universitären Basiskursen der Vertebratenzoologie treu. Mit seinem sehr umfangreichen Wissen, seiner großen Geduld und seiner großen Liebe zur Biologie entwickelte er sich zu einem hochgeachteten Universitätslehrer. Im Bereich von prä- und postdoktoralen Ausbildungen leitete er Studien zu mikrobieller Genetik. Sein bekanntester Schüler war der junge Joshua Lederberg, der ab 1942 für zwei Jahre zusammen mit Ryan an heterokaryotischen Systemen von Neurospora forschte. Für seinen Ph.D. schickte Ryan Lederberg, der Interesse am Phänomen der Bakterien-Rekombination gefunden hatte, zu Edward Tatum an die Yale University. Ein deutscher Ryan-Schüler war der Frankfurter Mikrobiologe Reinhard Walter Kaplan.
Ryan wurde 1960 in die American Academy of Arts and Sciences gewählt.
Ryans Forschungen zur Mutation und zur Replikation auf molekularer Ebene waren auf einem vielversprechenden Stand, als er im Juli 1963 plötzlich und unerwartet starb.